# Brabant-en-Argonne
Brabant-en-Argonne és un municipi francès situat al departament del Mosa i a la regió del Gran Est. L'any 2007 tenia 107 habitants.

## Demografia

### Població
El 2007 la població de fet de Brabant-en-Argonne era de 107 persones. Hi havia 52 famílies, de les quals 20 eren unipersonals (16 homes vivint sols i 4 dones vivint soles), 12 parelles sense fills, 16 parelles amb fills i 4 famílies monoparentals amb fills.
La població ha evolucionat segons el següent gràfic:
Habitants censats

### Habitatges
El 2007 hi havia 61 habitatges, 50 eren l'habitatge principal de la família, 9 eren segones residències i 2 estaven desocupats. 58 eren cases i 3 eren apartaments. Dels 50 habitatges principals, 37 estaven ocupats pels seus propietaris, 10 estaven llogats i ocupats pels llogaters i 3 estaven cedits a títol gratuït; 6 tenien dues cambres, 13 en tenien tres, 7 en tenien quatre i 24 en tenien cinc o més. 42 habitatges disposaven pel capbaix d'una plaça de pàrquing. A 20 habitatges hi havia un automòbil i a 20 n'hi havia dos o més.

## Economia
El 2007 la població en edat de treballar era de 64 persones, 46 eren actives i 18 eren inactives. De les 46 persones actives 42 estaven ocupades (24 homes i 18 dones) i 4 estaven aturades (2 homes i 2 dones). De les 18 persones inactives 3 estaven jubilades, 8 estaven estudiant i 7 estaven classificades com a «altres inactius».

### Ingressos
El 2009 a Brabant-en-Argonne hi havia 46 unitats fiscals que integraven 106 persones, la mediana anual d'ingressos fiscals per persona era de 16.561 €.

## Poblacions més properes
El següent diagrama mostra les poblacions més properes.